# One-Eyed Daruma
One-Eyed Daruma ist ein Jazzalbum von Lukas Traxel. Die um 2022 in den Powerplay Studios, Maur entstandenen Aufnahmen erschienen im März 2023 in Koproduktion mit dem Rundfunksender Radio SRF 2 Kultur auf dem finnischen Label We Jazz Records.

## Hintergrund
Der Schweizer Bassist Lukas Traxel, der zuvor bei Produktionen von Christoph Grab, Christoph Stiefel, des Lucerne Jazz Orchestra, Lukas Mantel, Marie Krüttli, Maurus Twerenbold und Samuel Leipold mitgewirkt hatte, gab mit diesem Album sein Debüt als Leiter eines eigenen Trios mit dem schwedischen Saxophonisten Otis Sandsjö und dem deutschen Schlagzeuger Moritz Baumgärtner.

## Titelliste
- Lukas Traxel: One-Eyed Daruma (We Jazz – WJLP45Co)[1]

1. First Timer 6:09
2. The Call 5:39
3. Die Wahrscheinlichkeit 5:03
4. Empty Seat 4:30
5. Origami 4:32
6. Nasty People 5:31
7. Transience 6:08
8. One-Eyed Daruma 5:39

Die Kompositionen stammen von Lukas Troxel.

## Rezeption

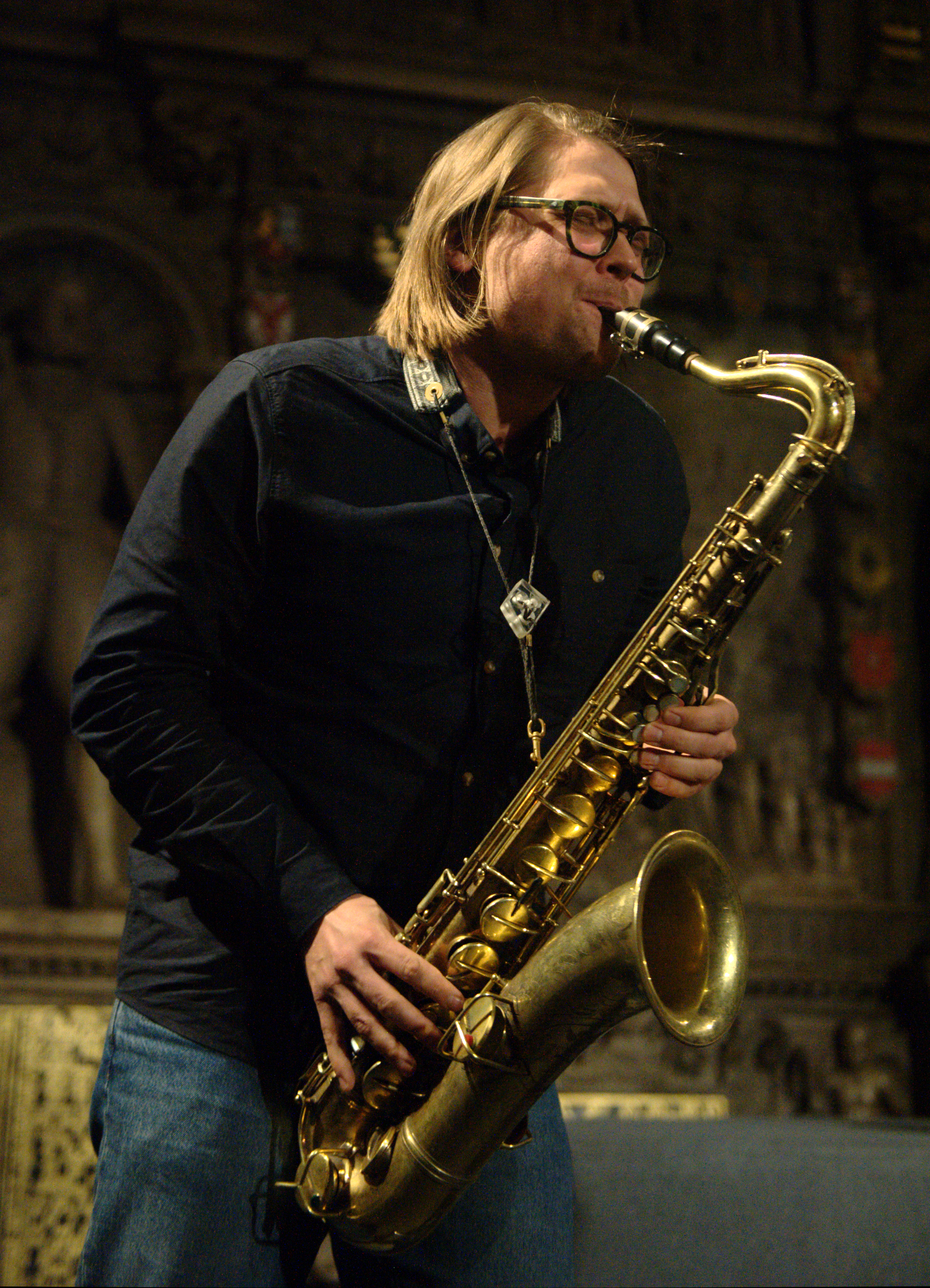
Otis Sandsjö bei einem Konzert in der Stadtkirche Darmstadt 2018

Phil Freeman schrieb in Ugly Beuty/Stereogum, die Melodien hätten einen bluesigen Aspekt, aber hier gebe es auch viel Abstraktion, und Sandsjös Spiel würde im Stil traditioneller Spieler wie JD Allen oder George Coleman beginnen, bevor es sich in gröbere, härtere Zonen bewege, ohne jemals voll den Brötzmann zu geben. Die Eröffnungsmelodie von „The Call“ enthalte etwas, das wie eine Anspielung auf den Standard „Autumn Leaves“ klinge, aber fast zu schnell vergeht, um dies zu bemerken, und dann höre man einen Drumbreak Baumgärtners, der so klingt würde er auf Kartons mit Fahrradketten einschlagen, während Traxels Bass zwischen den beiden Spielern hüpfe und dröhne. Sandsjö springe dabei in einen erstaunlichen, scheinbar endlosen Tonzyklus, während die Rhythmusgruppe dahinkracht.